# Tuberculariella
Tuberculariella is een geslacht van schimmels uit de familie Dermateaceae. De typesoort is Tuberculariella sanguinea.

## Soorten
Volgens Index Fungorum telt het geslacht drie soorten (peildatum februari 2022):
| Soortnaam                 | Auteur(s)               | Publicatiejaar |
| ------------------------- | ----------------------- | -------------- |
| Tuberculariella betuli    | (Alb. & Schwein.) Höhn. | 1915           |
| Tuberculariella brassicae | Naumov                  | 1951           |
| Tuberculariella sanguinea | (Fuckel) Höhn.          | 1915           |